# عزت بايين (جزين)
عزت بایین (بالفارسية: عزت پایین) هي قرية تقع في إيران في قسم جزين الريفي. يقدر عدد سكانها بـ 23 نسمة .